# Resistenza vicentina
La resistenza vicentina fu parte integrante del movimento resistenziale italiano e ha come inizio storico i giorni che vanno da metà giugno al 25 luglio 1943, con la formazione del "Comitato interpartitico antifascista".
Sono presenti all'interno del comitato esponenti del Partito d'Azione, del Partito Comunista Italiano, del Partito Socialista Italiano.

## Storia

### Premesse
A differenza di quanto era avvenuto durante la prima guerra mondiale, durante la seconda e fino al 25 luglio 1943 la città e la provincia di Vicenza non erano state coinvolte direttamente dalle vicende belliche (a parte il depauperamento dell'Alto vicentino che aveva dato un notevole contributo di alpini alle campagne di Grecia e di Russia); il retroterra agricolo e un discreto livello di occupazione avevano mantenuto sopportabile la situazione. Le sconfitte subite dall'Italia avevano però ormai indotto nella popolazione un senso di stanchezza e di delusione, una latente opposizione allo stato e al regime, anche se non ancora strutturata in formazioni politiche. In questa situazione - comune alla maggior parte d'Italia - alcuni aspetti caratterizzavano il Vicentino:
- l'industrializzazione ormai avvenuta nei centri della fascia pedemontana e del capoluogo aveva prodotto una classe operaia che, erede delle lotte sociali del primo dopoguerra, aveva una coscienza collettiva, anche se non sempre lucida, sulla quale potevano far presa idee, figure e partiti. Con gli scioperi del marzo 1944 essa avrebbe dato l'avvio alla resistenza come fenomeno di massa
- nel capoluogo c'era un gruppo di intellettuali di un certo spessore, tra cui Luigi Meneghello e Neri Pozza, che si riconoscevano nel filone liberal-democratico di Antonio Giuriolo e che aderirono al Partito d'Azione
- nella società vicentina era forte l'influenza della Chiesa locale che, pur non opponendosi apertamente al fascismo, proponeva costantemente dei valori e una concezione della vita ben diversi da quelli propagandati dal regime[1].

### Dal 25 luglio all'8 settembre
Il 25 luglio, dopo la seduta del Gran Consiglio del Fascismo e la deposizione di Mussolini, vi furono manifestazioni di gioia sia a Vicenza che in varie località del Vicentino. Particolarmente intense furono a Schio e a Valdagno, dove - caso unico nel Veneto - esse durarono fino al 28, venne chiesto il rilascio di un gruppo di studenti arrestati in maggio per attività antifascista. Protagonista degli avvenimenti fu la classe operaia dei due centri; una delegazione dei lavoratori e dei partiti - il PCI non era mai stato del tutto smantellato - vollero incontrare il prefetto per chiedere che fossero ripristinate le libertà, liberati i detenuti politici e tolto il coprifuoco. Era la prima chiara azione politica.
Il giornale cittadino La Vedetta fascista fu trasformato ne Il Giornale di Vicenza e alla sua direzione fu posto Antonio Barolini. Nella sua pur breve vita, il nuovo quotidiano ebbe la funzione di risvegliare e formare le coscienze, anche se non ebbe il coraggio di pubblicare la notizia dell'arresto del Duce, ma solo della sua liberazione il 12 settembre. Importante l'articolo "Ordine e libertà" di Mario Dal Pra, pubblicato il 30 luglio: "Tutto resta da fare per la costruzione morale dell’Italia, per il suo trionfo come primato morale e civile. Chi si concede ora riposo, costituisce un peso insopportabile che ci trascina inesorabilmente verso il passato e ci precipita nella servitù. Occorre al contrario vigilare per noi, per la Patria, per quello che essa rappresenta oggi che abbiamo riguadagnato la libertà."
Sempre in quei giorni, la sede del PCI fu spostata da Schio a Vicenza, il che consentì l'incontro in funzione antifascista dell'operaismo comunista con gli intellettuali azionisti. Quest'incontro si espresse negli appelli alla resistenza diffusi con il foglio ciclostilato "Voce del Popolo", uscito con due numeri straordinari l'8 e il 9 settembre.

### L'inizio della resistenza
In seguito all'Armistizio di Cassibile, i tedeschi occuparono l'Italia centro-settentrionale, mentre il re ed il governo Badoglio fuggivano a Brindisi. L'esercito si ritrovò allo sbando, gli ufficiali e i soldati che non riuscirono a guadagnare il Regno del Sud si trovarono a dover scegliere se arrendersi ai tedeschi o darsi alla macchia. Il 9 settembre 1943 nacque a Roma il Comitato di Liberazione Nazionale e il 23 settembre, dopo la liberazione di Mussolini, nell'Italia occupata si costituì lo Stato Nazionale Repubblicano fascista, che nel dicembre divenne la Repubblica Sociale Italiana.
Nei tre giorni successivi all'8 settembre 1943 i tedeschi occuparono il Vicentino, nel più totale sconcerto della popolazione che non capiva quale corso avrebbero imboccato gli eventi. In un clima di generale avversione al fascismo e alla guerra, di sfiducia nelle autorità e nelle forze armate, la gente si preparava a resistere ma, quando si capì che gli alleati non sarebbero arrivati molto presto, gli entusiasmi si smorzarono. A Schio si registrarono le prime vittime militari già dal 10 settembre.
A Vicenza, secondo la testimonianza Gallo, ai primi di ottobre si costituì la locale sezione del CLN. Analogamente a quanto avveniva nel resto del Veneto, il comando militare fu affidato ad un militare di carriera, il colonnello D'Aiello, ma poco dopo venne istituito un comitato militare provinciale con il maggiore Malfatti, Gino Cerchio e Mario Dal Prà.
Il 21 novembre 1943 a Marostica fu assassinato il sessantenne Alfonso Caneva da parte del gruppo partigiano di Fontanelle di Conco, zio del federale di Vicenza Giovanni Battista Caneva. Alfonso Caneva fu la prima vittima della guerra civile in territorio vicentino, mentre il 26 dicembre seguente a Valstagna fu assassinato anche il tenente colonnello della Guardia Nazionale Repubblicana Antonio Faggion cui fu poi intitolata la XXII Brigata Nera "Antonio Faggion" di Vicenza. Il 10-11 gennaio 1944 nel corso del rastrellamento che aveva come obiettivo i partigiani del Gruppo di Fontanelle di Conco, già indeboliti dalla faida interna nel corso della quale erano stati uccisi quattro garibaldini (rivoluzionari professionisti), molti caddero prigionieri e quattro furono condannati a morte e fucilati il 14 gennaio a Marostica.
L'avvio della resistenza armata fu però molto lento, per una serie di ragioni: le difficoltà organizzative, i primi rastrellamenti, l'inclemenza del tempo in montagna. Alla fine del 1943 erano presenti nella fascia pedemontana e sull'altopiano alcune formazioni, formate da vecchi antifascisti, da renitenti alla leva, da militari rientrati nelle loro case dopo l'8 settembre e da quadri politici di varia estrazione. Alcune di esse, come quelle di Conco, di Tretto e di Recoaro, ebbero vita breve, perché furono distrutte o disperse.

### Lo sviluppo del movimento resistenziale
Il vero decollo del movimento resistenziale nel Vicentino può essere collocato nella primavera del 1944, quando le istanze della società civile formarono la base della rivolta armata.
Gli scioperi - che si susseguirono, anche se per motivi diversi e con diverso risultato, dal dicembre 1943 all'aprile 1944 in tutti i centri industriali, da Vicenza a Bassano, da Arzignano a Piovene Rocchette - innescarono la miccia. Talora autogestiti, talora influenzati dal PCI o dal CLN, essi portarono ad una maggiore consapevolezza politica e coincisero con l'inizio della grande stagione partigiana.
Queste formazioni trovarono appoggio da parte della popolazione soprattutto nelle zone di montagna, in particolare sull'altopiano dei Sette Comuni. Gli interventi da parte delle forze della Repubblica Sociale Italiana ottennero l'effetto contrario, infatti molti furono i giovani che si aggregarono a quelle che inizialmente erano poco più di bande armate e che diventarono prima brigate e poi divisioni.

### Le formazioni combattenti
Nella primavera del 1944 sul territorio vicentino erano presenti le seguenti formazioni:
- il Battaglione garibaldino Stella, comandato da Luigi Pierobon e poi da Armando Pagnotti "Jura"
- Il Battaglione garibaldino Ismene nella zona Malo comandato da Ferruccio Manea "Tar" - Il battaglione prese il nome di Ismene Manea, fratello del comandante "Tar" dopo la sua fucilazione
- il Battaglione garibaldino Apolloni, operativo nella Val Leogra
- il Battaglione garibaldino (territoriale) F.lli Bandiera in Schio
- il Battaglione garibaldino Martiri di Grancona 2° nei Colli Berici
- il Battaglione garibaldino Luigi Pierobon nei Lessini - Il battaglione prese il nome di Pierobon dopo la fucilazione di questi nell'agosto 1944
- il Battaglione garibaldino La Pasubiana Altopiano di Tonezza-Folgaria comandato da Germano Baron "Turco"
- il Battaglione garibaldino Panarotta Caldonazzo e Levico
- Il Battaglione garibaldino Pasubio Val Sarentino (BZ)
- Il Battaglione garibaldino Martiri della Libertà in Thiene e dintorni
- Il Battaglione garibaldino Avesani sul Monte Baldo (VR ovest) e dintorni
- Il Battaglione garibaldino Manara (Verona montagna)

Nel maggio 1944 molte confluirono nella Brigata "Ateo Garemi" che nel successivo febbraio 1945, insieme con le formazioni Martiri della Val Leogra (zona Schio - comandante Valerio Caroti "Giulio"), Pino (Altopiano di Asiago - comandante Giovanni Garbin "Marte") e Mameli (falde dell'Altopiano di Asiago - comandante Roberto Vedovello "Riccardo"), formarono il Gruppo Divisioni "Garemi" (di ideologia comunista).
Nello stesso periodo
- il Battaglione Guastatori operava in pianura, al comando di Nino Bressan
- il Battaglione Sette Comuni, al comando di Piero Costa, operativa sull'altopiano (di ideologia cattolica)
- la Brigata Mazzini, al comando di Giacomo Chilesotti che guida una formazione di montagna e una territoriale (di ideologia cattolica)
- la Brigata Giovane Italia, al comando di Ermes Farina, che diventerà la Divisione Vicenza

Nel febbraio 1945 la Mazzini e la Vicenza, insieme ad altre formazioni, costituiranno la Divisione Alpina Monte Ortigara, delle Brigate Fiamme Verdi
(La Mazzini subì un rastrellamento in località monte Corno-Granezza dove ora c'è anche il "sentiero del partigiano")
Il Battaglione Valdagno nel luglio 1944 fu incorporato nelle Brigata garibaldina Stella, ma nella primavera successiva ritornò autonomo. Altre formazioni:
- la Damiano Chiesa
- il Battaglione Italia Libera
- il Battaglione Matteotti
- la Divisione Martiri del Grappa[17][senza fonte]
- la formazione autonoma Pasubiana Marozin di Giuseppe Marozin "Vero"

### L'estate

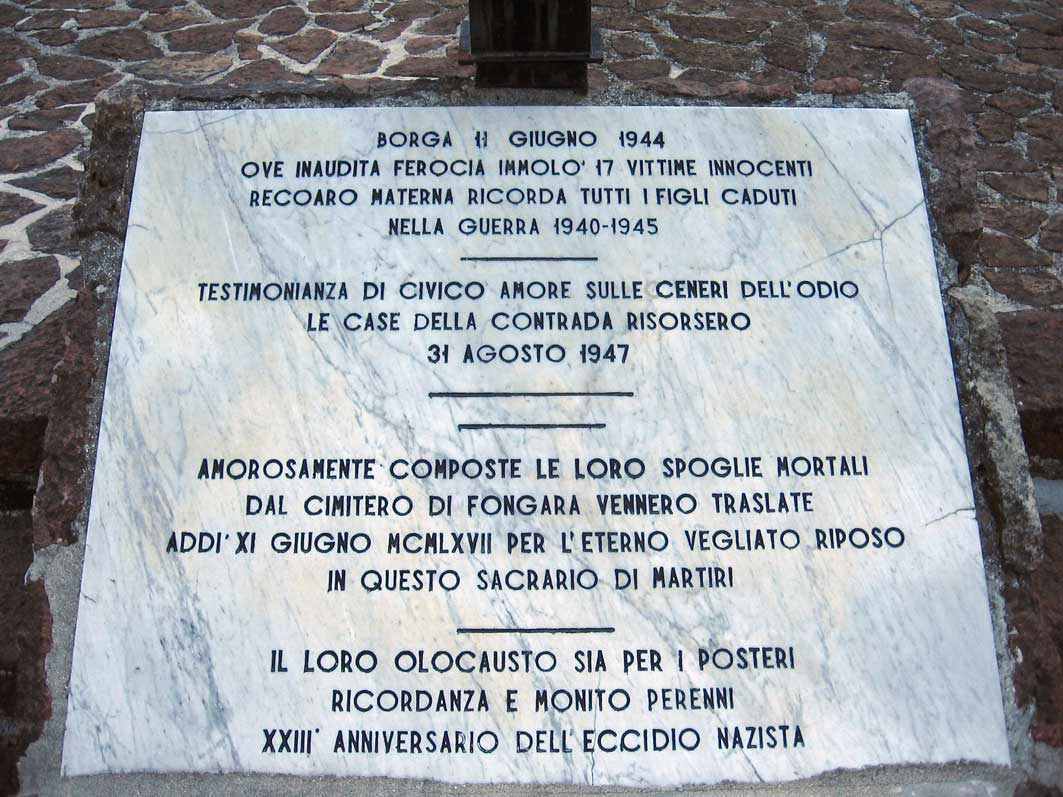
Lapide a ricordo dell'eccidio di Borga dell'11 giugno 1944, nel quale furono fucilati 17 civili.

Galvanizzate dalle prospettive di vittoria imminente, dovute alla liberazione di Roma, allo sbarco in Normandia, all'avanzare dell'Armata Rossa, le formazioni partigiane nell'estate del 1944 passarono all'attacco, sostenute dalla popolazione.
In luglio la Brigata Garemi, al comando di Nello Boscagli, riuscì a costituire una piccola zona libera in una parte della Val Posina e le Brigate Sette Comuni e Mazzini, forti di un migliaio di uomini, assunsero il controllo di tutto l'altopiano.
Nello stesso mese la Brigata Stella attaccò il Sottosegretariato alla Marina a Montecchio Maggiore.
I nazifascisti - nel territorio vicentino era presente dal novembre 1943 la Xª Flottiglia Mas con il gruppo Gamma, speciale corpo di incursori al comando di Eugenio Wolk e vice comandante Luigi Ferraro, meno di cento uomini che usavano la piscina di Valdagno per esercitarsi in azioni subacquee - risposero con rastrellamenti ed esecuzioni sommarie.
Da parte tedesca, si era insediato a Marano Vicentino l'Öst Bataillon 263 comandato dal capitano Fritz Büschmeyer, formato da volontari russo-ucraini, con ufficiali tedeschi. Il reparto era specializzato nella contro-guerriglia.
Sono da ricordare del periodo: l'eccidio di Borga dell'11 giugno 1944 (rappresaglia tedesca all'uccisione nel luogo di un tedesco da parte di partigiani), l'eccidio di Valdagno il 3 luglio 1944 (rappresaglia tedesca per l'uccisione di 2 tedeschi a Ghisa di Montecchio M.) e l'eccidio di Malga Zonta il 12 agosto 1944 (rastrellamento tedesco - operazione Belvedere). Nel suo complesso però l'offensiva partigiana fu così intensa e diffusa da limitare molto i movimenti di tedeschi e fascisti, costringendoli a restare nelle città e nei paesi della pianura.

### La controffensiva nazi-fascista dell'autunno-inverno
Nell'autunno del 1944 - quando venne meno la speranza di un rapido sfondamento della linea gotica - si invertì la tendenza e i nazi-fascisti passarono alla controffensiva con pesanti rastrellamenti delle forze partigiane e rappresaglie sulle popolazioni. La XXV Brigata Nera "Arturo Capanni", poco prima della conquista di Forlì da parte degli Alleati nel novembre, si trasferì nel Vicentino, prendendo posizione a Thiene e a Fara Vicentino al comando del medico Giulio Bedeschi (ex ufficiale della div. Julia in Russia, autore del libro "Centomila gavette di ghiaccio").
Dal 6 al 9 Settembre un vasto rastrellamento concentrico, si concluse con la battaglia di Granezza (zona di montagna del comune di Lugo di Vicenza) nel corso della quale persero la vita molti combattenti partigiani tra cui il comandante "Loris" (Rinaldo Arnaldi). La sconfitta segnò pesantemente il movimento resistenziale, anche per l'evidente errore di tattica utilizzato dai comandanti. Infatti venne loro contestato di avere "accettato" la battaglia anziché limitarsi alla guerriglia, dato lo sbilanciamento delle forze in campo.
Il 26 settembre 1944, durante l'operazione Piave venne effettuato un rastrellamento nell'intera area del massiccio del Grappa che terminò con l'eccidio di Bassano (31 partigiani impiccati in città). Numerose altre vittime durante gli scontri, per un totale di 264 morti e circa 400 prigionieri la maggior parte dei quali deportati in Germania.
Molte Brigate partigiane furono disorganizzate o disperse; la maggior parte dei capi dei movimenti resistenziali del capoluogo e dei centri di pianura furono arrestati. Si salvarono le formazioni di montagna, seppur costrette ad interrompere le azioni di guerriglia.
Con sopraggiungere dell'inverno, molti componenti i gruppi partigiani, soprattutto i giovani scappati in montagna per evitare la leva, entrarono alle dipendenze dell'Organizzazione TODT. Pur essendo formalmente alle dipendenze dei tedeschi, era loro garantito l'esenzione dagli obblighi di leva ed un lasciapassare che permetteva loro di abitare a casa propria. Inoltre il lavoro era loro decentemente pagato. Questa scelta, per molti obbligata, non era però ben vista dai capi partigiani garibaldini, ideologicamente schierati, i quali la osteggiarono anche con attentati ai cantieri ed agli operai. Fu anche ipotizzato che nel caso della strage di Pedescala, il mancato intervento a difesa degli abitanti fosse in parte anche dovuto al fatto che molti paesani avessero aderito alla TODT durante l'inverno.
Nonostante l'interruzione dei mesi invernali, i gruppi partigiani riuscirono però a mantenere la struttura organizzativa, il che permise di riprendere l'attività resistenziale nella primavera seguente.
In questo periodo si rafforzò anche l'aspetto politico della resistenza. Il PCI curò il coordinamento di tutte le forze garibaldine - il 23 febbraio 1945 tutte le unità furono accorpate nella Divisione Ateo Garemi - imponendo la presenza di un commissario politico in ogni formazione combattente. Esso si caratterizzò per l'adozione di una linea dura contro il nemico, meno attenta al consenso della popolazione civile, che dopo le rappresaglie e le necessarie confische di viveri, era diventata più diffidente se non ostile.
Il PCI curò particolarmente il controllo ideologico mediante l'inserimento in ogni singolo gruppo di suoi "combattenti internazionali" e di un "commissario politico". Si trattava di rivoluzionari italiani che avevano avuto in passato esperienza di lotta politica e di combattimento per avere partecipato ad altre operazioni all'estero, non ultima la Guerra di Spagna. Questi erano stati tenuti controllati dai fascisti (carcere, confino, o controllo dei servizi segreti), ma dopo l'8 Settembre erano tornati liberi (a titolo di esempio Eugenio Piva, che nel primo dopoguerra organizzerà l'eccidio di Schio).
La Chiesa e la DC, che invece erano più rappresentative delle masse popolari e capillarmente presenti in tutti i paesi attraverso il clero, avevano una diversa visione della resistenza, intesa come azione di popolo che anelava alla libertà. Anch'esse decisero di appoggiare l'attività armata, ponendosi come punto di riferimento per tutte le formazioni, non solo cattoliche, ma che non si riconoscevano nell'ideologia comunista (cosiddette garibaldine). Così il 22 febbraio 1945 presso la canonica di Povolaro fu decisa la costituzione della Divisione Alpina Monte Ortigara e della Divisione di pianura Vicenza.
L'innalzamento al grado di "divisione" dei gruppi armati, seguìto a quello di "gruppo brigate" non si deve all'aumentato numero dei combattenti affiliati (ben lontani dall'avere i numeri per una divisione) bensì al rincorrersi del livello di egemonia e di peso politico tra i partigiani garibaldini (di ideologia comunista) e quelli mazziniani (di ideologia centrista-cattolica).
Il Maggiore Wilkinson "Freccia" della missione inglese, dopo avere tentato per mesi di creare una linea comune tra le due fazioni, decise nella storica riunione dell'11 novembre 1944 a Villa Rospigliosi di affidare il comando unico a Nello Boscagli "Alberto"  di appartenenza garibaldina. Dopo la fondazione delle divisioni mazziniane del 22 febbraio 1945, il maggiore riassunse su di sè il comando unico. Pochi giorni  dopo (il 7 marzo 1945) rimarrà vittima di un agguato in circostanze non del tutto chiare.

### L'insurrezione e la conclusione
Non senza schermaglie e dissidi interni, le formazioni armate concordarono la spartizione del territorio in zone di competenza: le valli e le montagne di Valdagno e di Schio ai garibaldini della Garemi, l'altopiano, il Grappa e Bassano ai cattolici della Monte Ortigara e la pianura alla Vicenza.
Il 23 e il 24 aprile 1945 tutte le formazioni passarono all'attacco, con una serie di scontri sanguinosi che durarono fino al 4 maggio (il 29 aprile l'Armata tedesca con delega per le forze armate della Repubblica Sociale Italiana, aveva firmato la resa a Caserta - effettiva dal 2 maggio) e che comportarono la morte sia di partigiani che di tedeschi. Durante la ritirata, le colonne tedesche e fasciste compirono ancora rappresaglie ed eccidi, come la strage di Pedescala, in cui furono uccisi 79 civili, 1 partigiano e 2 militi.
La guerra si concluse quindi nel Vicentino con l'insurrezione generale, anche se spesso l'azione dei gruppi politicizzati fu più aspra di quanto la popolazione, che desiderava soprattutto il ritorno della pace, avrebbe voluto. La provincia di Vicenza fu, nel Veneto, quella in cui furono uccisi più fascisti (o ritenuti tali), la maggior parte nei giorni successivi alla liberazione, espressione quindi più della rabbia e del desiderio di vendetta che di un senso di giustizia.
Tra gli episodi emblematici l'eccidio di Thiene. Nella seconda metà di maggio 1945  ben 27 militi della Brigata Nera "A. Capanni" vennero «prelevati» dalle carceri di Thiene, nonostante il parere contrario del comandante della Bgt. Mazzini, da un commando partigiano forlivese (con la complicità di alcuni partigiani locali) e portati nei monti vicini dove vennero giustiziati sommariamente (15 a Lusiana, e 12 ad Arsiero).
Ancor più noto l'eccidio di Schio, il massacro di 54 persone (di cui molte non compromesse con il passato regime) detenute nelle carceri di Schio, compiuto nella notte tra il 6 e il 7 luglio 1945 - due mesi dopo la fine della guerra - da un gruppo formato da ex partigiani della Divisione garibaldina "Ateo Garemi" inquadrati quali agenti della Polizia ausiliaria partigiana, istituita alla fine della guerra e composta da ex partigiani.

### L'attività di soccorso umanitario
La Resistenza vicentina non è stata solo attività di guerra, ma anche di soccorso; infatti molti sono stati i casi in cui famiglie, comunità e persone singole si sono impegnate, a rischio della vita, nel salvataggio dei ricercati politici, ex prigionieri alleati e piloti di aerei abbattuti.
L'impegno profuso per salvare quanti più ebrei possibile ha fatto sì che nel vicentino si possano contare alcuni Giusti tra le nazioni: tra questi Rinaldo Arnaldi, Michele Carlotto, Torquato Fraccon e il figlio Franco, aiutati da Ermes Farina, Gino Soldà, Ottorino Zanon e altri.

## Persone legate alla resistenza vicentina

Lo scrittore Luigi Meneghello, che col suo romanzo autobiografico I piccoli maestri (1964) rievocò la lotta partigiana.

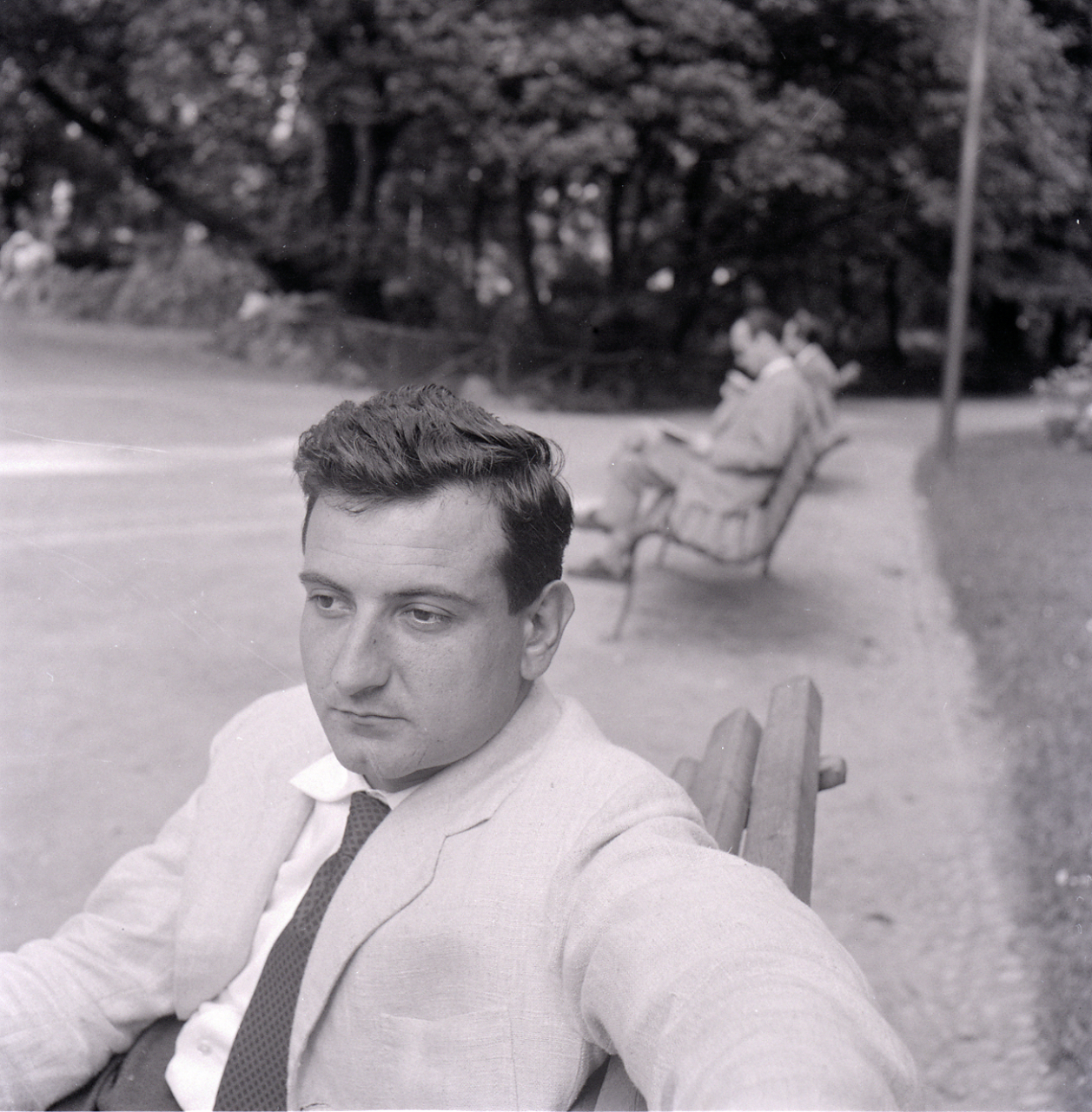
Lo scrittore Goffredo Parise (foto di Paolo Monti)

- Giulio Bedeschi, "alpino, medico e scrittore", come lui stesso amava definirsi, comandante della XXV Brigata Nera "Arturo Capanni" di Forlì dal novembre 1944 dislocata nella zona di Thiene
- Nello Boscagli, nome di battaglia Alberto Spiaggia, nella primavera del 1944 uno dei maggiori organizzatori delle Brigate garibaldine nella Resistenza vicentina, dal febbraio 1945 al comando della Divisione Ateo Garemi.[30]
- Michele don Carlotto, sacerdote a Valli del Pasubio, salvò una quarantina di ebrei e per questo dichiarato Giusto tra le nazioni
- Dino Carta, partigiano, decorato con croce al valor militare
- Mario Dal Pra
- Ermes Farina
- Franco Fraccon
- Torquato Fraccon
- Ettore Gallo
- Benito Gramola
- Giovannino Marostegan[31]
- Luigi Massignan
- Luigi Meneghello, scrittore
- Bruno Meneghello, giurista e matematico
- Goffredo Parise
- don Antonio Pegoraro[32]
- Neri Pozza
- Alfredo Rigodanzo
- Mariano Rumor
- Francesco Sabatucci[33]
- Gino Soldà
- Alfredo Talin[34]
- Ottorino Zanon
- Walter de Stavola

### Decorati
- Rinaldo Arnaldi
- Germano Baron
- Bruno Brandellero
- Luigi Cappello
- Giovanni Carli
- Giacomo Chilesotti
- Gian Attilio Dalla Bona
- Mario Dal Pra
- Antonio Giuriolo
- Vito Olivetti
- Luigi Pierobon[35]
- Giacomo Prandina
- Bruno Viola
- Francesco Zaltron

### Le donne nella resistenza vicentina
- Gemma Filippi, diciassettenne partigiana di Valli del Pasubio, combattente nella Brigata "Apolloni" delle "Garemi". Caduta in uno scontro coi tedeschi nei pressi di Poleo di Schio il 29 aprile 1945. Decorata di Medaglia d'Argento al Valor Militare e di Croce al Merito di Guerra.
- Emilia Bertinato "Volontà", staffetta della brigata Stella arrestata dalla X Mas e trasferita a Montecchio Maggiore.
- Umbertina Brotto Salvalaggio
- Eleonora Candia (Pergine Valsugana, 25 ottobre 1921), partigiana nella brigata "7 Comuni", fece la staffetta tra Asiago e Vicenza. Venne arrestata il 4 gennaio 1945[36]
- Alberta Caveggion "Nerina" (Vicenza, 8 aprile 1924), della divisione Vicenza, fece la staffetta; catturata il 31 dicembre 1944 assieme a Gino Cerchio, dalla banda Carità la quale aveva una sede staccata a Vicenza, fu imprigionata a villa Giusti a Padova.
- Elena Cavion, arrestata a Torrebelvicino e torturata dai militi della Legione Tagliamento, comandati dal colonnello Merico Zuccari[37]
- Maria Gallio, entrò nella resistenza con gli amici Stella, lavorava in un bar vicino al distretto militare di Vicenza, diventato un punto di riferimento per il gruppo di Dino Miotti. Fu arrestata su delazione di Giuliano Licini[senza fonte], ex partigiano, rimanendo in carcere fino alla liberazione.
- Maria Erminia Gecchele "Lena", di Zanè, comandante del Servizio Informazioni del Gruppo divisioni garibaldine d'assalto "Garemi", fu congedata col grado di capitano e con l'assegnazione di due Croci di guerra.[non chiaro] Catturata nel dicembre del 1944, venne tradotta a Padova a villa Giusti per essere torturata dagli sgherri della Banda Carità. Le sevizie furono tremende e durarono a lungo, tanto che nel dopoguerra all'eroica partigiana venne riconosciuto un alto grado di invalidità. Nel 2006 le è stata dedicata una via a Montecchio Maggiore.
- Cornelia Lovato (caduta il 28 aprile 1945), le venne intitolato il battaglione della brigata Stella. Le è stata dedicata una via ad Arzignano.
- Wilma Marchi "Nadia" e Luigina Castagna "Dolores", arrestate tra la fine di dicembre e i primi di gennaio del 1945, portate nella sede della brigate nere di Valdagno, torturate, bastonate.
- Maria Matteazzi, impiegata al distretto militare, forniva i documenti necessari per i partigiani
- Teresa Peghin "Wally", staffetta portaordini della brigata Stella, si nascose in montagna perché ricercata per aver portato 18 000 000 di lire del tempo da Selva di Trissino al CNL di Padova.
- Wally Pianegonda, arrestata su delazione di un ex partigiano, Victor Piazza[senza fonte]; condotta nel carcere di Rovereto assieme alle sorelle Adriana e Noemi, alla mamma Bariola Bon Maria e a due zii materni. Internate nel campo di concentramento di Bolzano. Poco dopo fu arrestato il fratello Walter, vicecomandante della Pasubio, battaglione della Gruppo Divisioni Garemi, torturato e trasferito a Dachau.
- Maria Setti (Vicenza, 11 agosto 1899 - Vicenza, 6 febbraio 1996), staffetta della brigata di Antonio Giuriolo, è la partigiana Marta descritta ne I piccoli maestri di Luigi Meneghello. Dopo le torture subite si finse pazza e fu ricoverata all'ospedale psichiatrico di Montecchio Precalcino. Dopo la guerra insegnò francese al Liceo Pigafetta di Vicenza. Presidente dell’Alliance Française di Vicenza, venne insignita della Légion d’Honneur.[38]
- Rina Somaggio, a 18 anni entrò nel gruppo di Carlo Segato, tenendo i collegamenti, trasportando armi ed esplosivi; arrestata il 2 dicembre 1944, interrogata e torturata, fu trasferita nel carcere di San Biagio dove rimase fino alla liberazione.

## Onorificenze
Bassano del Grappa e Vicenza sono state insignite di Medaglia d'oro al valor militare.
Conco, è stata premiata con la Croce al Merito